# Monumento conmemorativo del Titanic en Belfast
El monumento conmemorativo del Titanic en Belfast (en inglés: Titanic Memorial in Belfast ) fue erigido para conmemorar las vidas perdidas en el hundimiento del RMS Titanic el 15 de abril de 1912. La obra fue financiada por las contribuciones de los trabajadores de los astilleros públicos, y las familias de las víctimas, y se dedicó en junio de 1920. Se encuentra ubicada en la Plaza Donegall en el centro de Belfast, en los terrenos del ayuntamiento de Belfast. El monumento presenta una representación alegórica de la catástrofe en forma de una personificación femenina de la muerte o el destino sosteniendo una corona de laurel sobre la cabeza de un marinero ahogado elevado por encima de las olas por un par de sirenas. Se ha utilizado como sede de las conmemoraciones anuales del desastre del Titanic. Durante un tiempo fue oscurecida por la Rueda de Belfast que se eliminó en abril de 2010. Ahora es la pieza central de un pequeño jardín conmemorativo del Titanic que se abrió el 15 de abril de 2012, en el centenario del desastre. Junto con el jardín, es el único monumento en el mundo que conmemora a todas las víctimas del Titanic, los pasajeros y la tripulación por igual.